# ماریا جیمنا پریرا

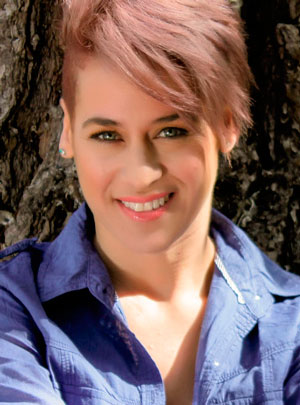

ماریا جیمنا پریرا کاستانو (لا پلاتا، ۲۰ نوامبر ۱۹۷۶) یک خواننده و مجری تلویزیون ملی شیلیایی آرژانتینی است. ماریا جیمنا در لا پلاتا به دنیا آمد، اما دوران کودکی او در شهر ماگدالنا با خانواده اش زندگی کرد. در ۱۶ سالگی، او دومین آلبوم خود را به نام Confidencia ضبط کرد، اما این آلبوم انتظارات را برآورده نکرد و همین امر باعث شد ماریا جیمنا تصمیم به ترک این فعالیت بگیرد. در ۱۷ سالگی، او اولین بازیگری خود را با شرکت در تله‌نوولا آرژانتینی انجام داد.